# Clem Schouwenaars
Clem Schouwenaars (Mortsel, 28 december 1932 – Lubbeek, 10 september 1993) was een Vlaams schrijver en dichter.

## Misverstanden
Sommigen bestempelen Clem Schouwenaars als een autobiografisch schrijver. Zelf fulmineerde hij hiertegen. Op den duur gaf hij het op om uit te leggen wat het verschil is tussen een autobiografisch schrijver en een schrijver die autobiografische gegevens verwerkt. In eerste instantie wilde Clem Schouwenaars componist worden, wat hij niet onverdienstelijk probeerde. Algauw ging hij inzien dat zijn talent ontoereikend was en legde hij zich toe op het schrijven van romans en gedichten.

## Jeugd
Hij groeide op in een katholiek gezin. Hij distantieerde zich van het katholicisme en maakte een tijd deel uit van een vrijmetselaarsloge. In zijn boeken schopte hij zowel tegen de schenen van de katholieken als van de loge, wat misschien enige verklaring geeft waarom hij sedert zijn overlijden, als schrijver, ruimschoots wordt doodgezwegen. Twee van zijn broers en een zusje overleden op jonge leeftijd en zijn enige overblijvende zus stierf bij een bombardement van de Amerikanen op Mortsel op 5 april 1943. Samen met zijn vader haalde Schouwenaars haar lijk van onder het puin van haar school. Nadat zijn moeder overleed in 1960, pleegde zijn vader zelfmoord.

## Studies
Schouwenaars studeerde aan de Vrije Universiteit van Brussel, waar hij na drie jaar zijn studie opgaf, niet omdat hij de capaciteiten miste, maar omdat hij op jonge leeftijd de comedie van de maatschappij hekelde. Hij werkte in de Public Relations en werd daarna journalist en leraar. Zijn kritische kijk, versterkt door een gezinscrisis, brachten hem in de moeilijkste periode in zijn leven. Nadien besloot hij alleen nog te schrijven, wat leidde tot een indrukwekkend oeuvre. Meest in tijden van financiële nood maakte hij tal van vertalingen van luisterspelen, gedichten en toneelstukken. Verder schreef hij recensies voor de radio en voor enkele kranten. Hij stierf in 1993 aan een slepende ziekte.

## Anton Zevenbergen trilogie
Schouwenaars had de bedoeling een trilogie te schrijven rond één hoofdpersoon, Anton Zevenbergen, zijn alter ego. De Seizoenen (1972) en De Stervende Galliër (1977) werden door Schouwenaars afgewerkt, het derde deel dat hij plande, is er nooit gekomen. De figuur Anton Zevenbergen duikt in twee andere boeken op. In Antichambre (1973) is hij een van de hoofdfiguren en in La Comtesse de Sallac (1989) is hij de schrijver van een dubbele roman. Verder komt Zevenbergen voor in Een Dageraad (1989), door Schouwenaars geschreven als het geschenk voor de Vlaamse boekenweek 1989.

## West-Vlaanderen
Na allerhande persoonlijke en professionele moeilijkheden trok Schouwenaars zich in 1970 in Lampernisse terug. Het jaar daarop woonde hij weer in Mortsel, maar van 1972 tot 1979 vestigde hij zich in Lo. Nadien verhuisde het gezin naar Houtem, vlak bij De Moeren en tegen de Franse grens. In 1988 trokken ze er alweer weg, om te belanden in Lubbeek in het Hageland. De Westhoek vormde echter blijkbaar een vruchtbaarder grond voor Schouwenaars: het grootste deel van zijn oeuvre is er tot stand gekomen.